# Mochle
Mochle – wieś w Polsce, położona w województwie kujawsko-pomorskim, w powiecie bydgoskim, w gminie Sicienko przy drodze wojewódzkiej nr 244.

## Podział administracyjny
| SIMC    | Nazwa    | Rodzaj    |
| ------- | -------- | --------- |
| 0095466 | Mochełek | część wsi |

W latach 1975–1998 miejscowość należała do województwa bydgoskiego.

## Demografia
Według Narodowego Spisu Powszechnego (III 2011 r.) miejscowość liczyła 670 mieszkańców. Jest piątą co do wielkości miejscowością gminy Sicienko.

## Zabytki
Według rejestru zabytków NID na listę zabytków wpisany jest zespół dworski z przełomu XIX/XX w., obejmujący dwór i park, nr rej.: 152/A z 15.06.1985.

## Pomniki przyrody
W parku dworskim rosną drzewa uznane za pomnik przyrody:
- dąb szypułkowy o obwodzie przy powołaniu 440 cm
- 3 graby zwyczajne o obwodach przy powołaniu: 326, 287 i 251 cm
- lipa drobnolistna o obwodzie przy powołaniu 319 cm.

## Dawne cmentarze
Na terenie wsi zlokalizowane są dwa nieczynne cmentarze ewangelickie.